# Microcosmus longicloa
Microcosmus longicloa är en sjöpungsart som beskrevs av Monniot 1991. Microcosmus longicloa ingår i släktet Microcosmus och familjen lädermantlade sjöpungar. Inga underarter finns listade i Catalogue of Life.